# Upsilon Serpentis
Upsilon Serpentis (31 Serpentis) é uma estrela na direção da constelação de Serpens. Possui uma ascensão reta de 15h 47m 17.35s e uma declinação de +14° 06′ 55.0″. Sua magnitude aparente é igual a 5.71. Considerando sua distância de 252 anos-luz em relação à Terra, sua magnitude absoluta é igual a 1.27. Pertence à classe espectral A3V.